# Bodebus

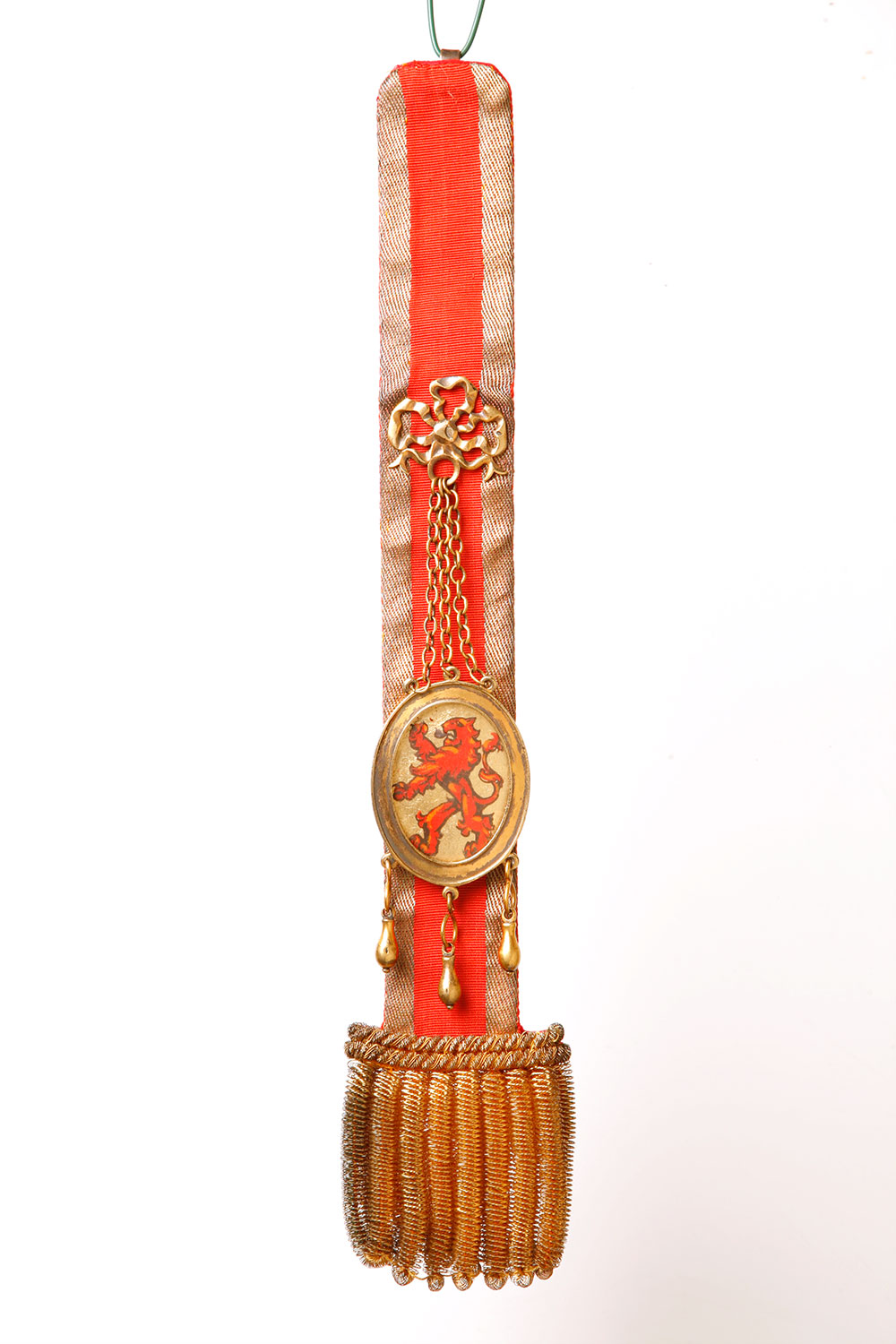
Bodebus van de provincie Zuid-Holland (circa 1825)

Een bodebus was een attribuut van een bode bij Nederlandse overheidsinstellingen dat bedoeld was om poststukken in te doen.
De bodebus werd gedragen aan de gordel en was voorzien van een schildje met daarop het wapen van de instantie die de bode vertegenwoordigde. De bus gaf de drager ervan bepaalde privileges, zoals gratis vervoer per postkoets of diligence. In de loop van de tijd veranderde het attribuut van een echte bus tot een vaak rijkversierde draaginsigne. De bodes in de Tweede Kamer dragen zo'n tot insigne geëvolueerde bodebus. In 2018 namen de Friese provinciale staten de bodebus uit ongeveer 1893 weer in gebruik.